# 해롤드와 모드
《해롤드와 모드》(영어: Harold and Maude)는 1971년 개봉한 미국의 로맨틱 블랙 코미디 드라마 영화이다. 할 애슈비가 감독을, 콜린 히긴스가 각본을 맡았다. 당시 개봉 때는 상업, 비평적으로 성공하지 못 했으나 시간이 지나며 재평가 받으며 컬트 영화로 자리매김하면서 1983년부터 흑자로 전환하게 되었다. 1997년 미국 국립영화등기부에 등재되었다.

## 출연

### 주연
- 루스 고든
- 버드 코트

### 조연
- 비비안 피클즈
- 시릴 쿠삭
- 찰스 타이너
- 엘렌 기어
- 에릭 크리스마스

## 기타
- 미술: 마이클 D. 할러
- 의상: 윌리암 웨어 디스
- 배역: 린 스터마스터